# Polyconitidae
De Polyconitidae zijn een familie van uitgestorven tweekleppigen uit de orde Hippuritida.